# Oriole Park at Camden Yards
El Oriole Park at Camden Yards es un estadio utilizado para la práctica de béisbol ubicado en la ciudad de Baltimore, Maryland en los Estados Unidos

## Historia
El Oriole Park at Camden Yards fue planeado para sustituir al antiguo Oriole Park, este estadio fue planeado por la compañía HOK Sport, la construcción comenzó en 1989 y duro alrededor de 2 años y tres cuartos, el estadio se iba a llamar como el antiguo el Oriole Park sin embargo el gobernador en turno de Maryland pensaba que sería mejor nombrar al estadio Camden Yards, tras un largo debate se decidió que el estadio usara los 2 nombres llamándose Oriole Park at Camden Yards.
El estadio abrió el 6 de abril de 1992 con un partido entre los Orioles de Baltimore y los Indios de Cleveland, este estadio ha influido en la construcción de varios estadios de béisbol en los Estados Unidos.